# 洛雷托 (聖地亞哥-德爾埃斯特羅省)
洛雷托（西班牙語：Loreto），是阿根廷的城鎮，位於該國北部聖地亞哥-德爾埃斯特羅省，是洛雷托縣的首府，距離聖地亞哥-德爾埃斯特羅59公里，海拔高度140米，2001年人口9,854。